# Карл Боромеус фон Лихтенщайн
Карл Боромеус Йозеф фон Лихтенщайн (на немски: Karl Borromäus Joseph von und zu Liechtenstein; Carl Borromäus Michael Joseph; * 29 септември 1730, Виена; † 21 февруари 1789, Виена) е княз на Лихтенщайн и императорски фелдмаршал. Той основава своя линия на фамилията Лихтенщайн.

## Живот
Той е вторият син на княз Емануел фон Лихтенщайн (1700 – 1771) и съпругата му графиня Мария Анна Антония фон Дитрихщайн-Вайхселщет (1706 – 1777), дъщеря на граф Карл Магнус Лудвиг фон Дитрихщайн (1676 – 1732) и графиня Мария Терезия Анна фон Траутмансдорф (1676 – 1733). Брат е на княз Франц Йозеф I (1726 – 1781) и Филип Йозеф Франц Мария (1731 – 1757), убит в Прага.
Карл Боромеус постъпва в австрийската кавалерия. През 1747 г. служи в Нидерландия. През Седемгодишната война той бързо се издига. През 1757 г. е полковник и е тежко ранен. Изпратен е във Виена при Мария Терезия, която нарежда той да получи ордена на Златното руно. Той става командант на град Виена.
През 1758 г. Карл Боромеус е генерал-фелдвахтмайстер и 1760 г. фелдмаршал-лейтенант. През 1765 г. е генерал-инспектор на кавалерията, 1771 г. е командващ генерал в Пресбург и 1775 г. генерален командир в Долна Австрия. През 1778/1779 г. е генерал на кавалерията.
Той е масон. Лихтенщайн и съпругата му са в тесния доверен кръг на император Йозеф II. Накрая той е фелдмаршал, таен съветник и кемерер. През турската война (1788) получава главното командване на войска от 36 000 души в Хърватия, участва в обсадата на Дубица. Той се разболява тежко и умира на 21 февруари 1789 г. във Виена.

## Фамилия
Карл Боромеус се жени на 30 март 1761 г. за принцеса Мария Елеонора фон Йотинген-Йотинген и Йотинген-Шпилберг, херцогиня Лори (* 7 юли 1745, Йотинген; † 26 ноември 1812, Виена), дъщеря на кназ Йохан Алойз I фон Йотинген-Шпилберг (1707 – 1780) и херцогиня Терезия Мария Анна фон Холщайн-Зондербург (1713 – 1745), дъщеря на херцог Леополд. Тя наследява от леля си Мария Елеонора фон Холщайн (1715 – 1760), херцогиня на Гуастала, имоти в Моравия и е близка с Йозеф II. Те имат 7 деца:
- Мария Йозефа Елеонора Николаус (1763 – 1833), омъжена на 29 януари 1781 г. за граф Йохан Непомук Ернст фон Харах-Рорау-Танхаузен (1756 – 1829)
- Карл Йозеф Емануел Албинус (1765 – 1795), убит при дуел, женен на 28 септември 1789 г. във Виена за графиня Мариана Йозефа фон Кефенхюлер-Меч (1770 – 1849)
- Йозеф Венцел (1767 – 1842), свещеник в Залцбург
- Каспар Мелхиор (1770 – 1773)
- Мориц Йозеф Йохан Баптист (1775 – 1819), женен на 13 април 1806 г. в Кисмартон, Унгария, за принцеса Мария Леополдина Естерхази фон Галанта (1788 – 1746)
- Франц Алойс Криспин (1776 – 1794), убит
- Алоис Гонзага Йозеф (1780 – 1833).